# Solanderiidae
Solanderiidae is een familie van neteldieren uit de klasse van de Hydrozoa (hydroïdpoliepen).

## Geslacht
- Solanderia Duchassaing & Michelin, 1846